# Ya Kid K
Ya Kid K (* 26. Januar 1973 in Kinshasa, Zaire; bürgerlich Manuela Barbara Moasco Kamosi) ist eine belgische Rap-Musikerin und Sängerin.

## Leben
Kamosi wurde im damaligen Zaire (heute Demokratische Republik Kongo) geboren und zog im Alter von 11 Jahren nach Belgien. Von dort reiste sie nach Chicago.
Zurück in Belgien begann sie in der Fresh Beat Productions crew zu rappen, wodurch der belgische Techno-Produzent Jo Bogaert auf sie aufmerksam wurde und mit ihr sowie MC Eric Martin das Musikprojekt Technotronic gründete. 
Ya Kid K war u. a. die Sängerin des Welthits Pump Up The Jam. Auf dem Cover war Felly, ein aus Zaire stammendes Fashion-Model, abgebildet und als Featured Artist geführt.
1992 veröffentlichte sie das Soloalbum One World Nation, das keine Chartplatzierung erreichte. Lediglich die Single Let This Housebeat Drop konnte sich auf Platz 21 in den Dance-Music/Club-Play-Singlecharts platzieren.
1996 veröffentlichte sie zusammen mit Robi Robs Club World die Single Shake That Body. Die Single war, ebenso wie der Song Make That Money, auf dem gleichnamigen Album Robi-Rob’s Clubworld enthalten. Die Single Shake That Body wurde ebenfalls auf dem Soundtrack zum Film A Night at the Roxburry veröffentlicht.
Seitdem ist sie als Solokünstlerin mit Gastbeiträgen auf diversen Singles, Alben und Samplern vertreten.
Im Sommer 2014 meldete sich Ya Kid K mit dem Track Moja Mbili Tatu zurück.

## Diskografie

### Alben
- 1989: Pump Up The Jam (Technotronic)
- 1990: Trip On This (Technotronic)
- 1992: One World Nation
- 1995: Recall (Technotronic)
- 2014: Stalled (Constructions)

### Singles
- 1989: Pump Up The Jam (Technotronic feat Felly)
- 1990: Spin That Wheel (Hi Tek 3 feat. Ya Kid K)
- 1990: Get up (Technotronic feat. Ya Kid K, UK: Silber)[5]
- 1990: Rockin’ Over The Beat (Technotronic feat Ya Kid K)
- 1990: Megamix (Technotronic)
- 1991: Awesome
- 1992: Move This (Technotronic feat. Ya Kid K)
- 1992: That Man
- 1992: Let This Housebeat Drop
- 1993: Hey Yoh Here We Go (Technotronic feat Ya Kid K)
- 1994: One + One (Technotronic feat Ya Kid K)
- 1995: Move It To The Rhythm (Technotronic feat Ya Kid K)
- 1995: Recall (Technotronic Feat Ya Kid K)
- 1995: I Want You By My Side (Technotronic feat Ya Kid K & Black Diamond)
- 1995: Shake That Body (Robi Robs Clubworld & Ya Kid K)
- 1995: Make That Money (Robi Rob’s Clubworld featuring Ya Kid K)
- 1996: Everybody Dance (C&C Music Factory Feat Ya Kid K)
- 1998: Rock My World
- 2000: Take Me Back (unveröffentlicht)
- 2001: Take A Trip
- 2001: Mary Go Round (DAAU feat Ya Kid K)
- 2001: Teveel MC’s (ABN feat Ya Kid K)
- 2004: Love Dem Man (unveröffentlicht)
- 2005: Ready (Skeemz feat Ya Kid K)
- 2006: Shady (Skeemz feat Ya Kid K)
- 2008: Citizen Of The Planet (Syndicate of L.A.W. feat Ya Kid K)
- 2008: Jump On It (Syndicate Of L.A.W. feat Ya Kid K)
- 2010: Ouh Ouh (Syndicate Of L.A.W. feat Ya Kid K)
- 2011: Do U C Me Standing
- 2011: Tell Me
- 2011: Comes Love (BARONIC ARTS feat Ya Kid K)
- 2014: Moja Mbili Tatu (Maviic feat Ya Kid K)
- 2014: Perhaps It Wasn’t Love
- 2014: Auto-Erotic
- 2016: I Thought The Future Would Be Cooler – MC Eric Remix (YACHT feat Ya Kid K)